# Kloster Peyrouse
Das Kloster Peyrouse (Petrosa; Peïro rousso) ist eine ehemalige Zisterzienserabtei in der Gemeinde Saint-Saud-Lacoussière im Département Dordogne, Region Nouvelle-Aquitaine, in Frankreich. Das Kloster liegt rund 20 km östlich von Nontron am Bach Queue-d’Âne, einem rechten Nebenfluss der Côle.

## Geschichte
Das Kloster wurde im Jahr 1153 in der Nähe einer „alten Abtei“ (dem jetzigen Weiler Vieille Abbaye) gegründet und im Jahr 1147 als Tochterkloster der Primarabtei Kloster Clairvaux geweiht. Es soll das letzte gewesen sein, auf dessen Gründung Bernhard von Clairvaux vor seinem Tod noch Einfluss nahm. Es prosperierte zunächst, geriet aber bald in eine existentielle Krise. 1559 wurde es von Truppen des Admirals Coligny geplündert, wobei Kirche und Konventsgebäude schweren Schaden erlitten. Unter Ludwig XV. wurde das Kloster wieder aufgebaut. Die Mönche besaßen jahrelang ein Monopol auf den Handel mit dem in der Gegend vorkommenden Manganerz. 1793 war die Zahl der Mönche auf drei gesunken. In der Französischen Revolution verfiel das Kloster der Auflösung und wurde als Nationalgut verkauft. Am Ende des 19. Jahrhunderts wurden die Gebäude durch einen Brand zerstört und anschließend verlassen. Die Ruinen wurden in der Folge abgebrochen.

## Bauten und Anlage

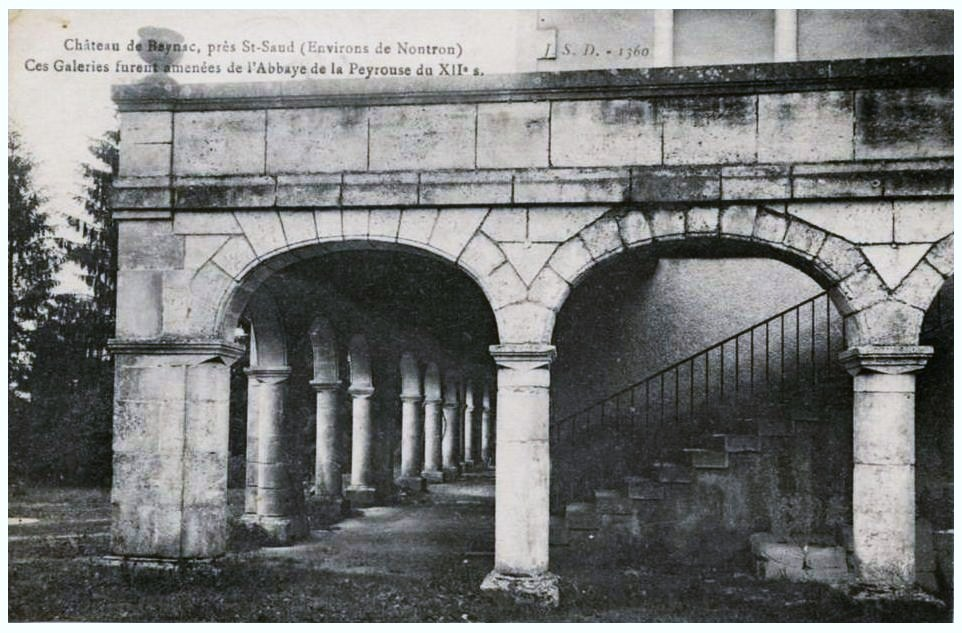
Das Château de Beynac mit Teilen des ehemaligen Kreuzgangs, die als Galerie eingebaut wurden.

Teile des Kreuzgangs sind in das Château de Beynac in der Gemeinde Saint-Saud-Lacoussière gelangt.